# Акпаев, Жакып
Жакы́п Акпа́ев (Акбаев; каз. Жақып Ақбаев; 7 ноября 1876, аул Тониректас Бериккаринской волости Каркаралинского уезда Семипалатинской области — 4 июля 1934, Алма-Ата) — казахский российский и советский общественный деятель, казахстанский дворянин, юрист и этнограф; в начале XX века — также политик, член Алашордынского правительства. Написал ряд трудов по казахской этнографии и обычаям. Происходит из рода Аргын, Каракесек, именно Киикбай.

## Биография

### Образование и трудовая деятельность
Родился в состоятельной казахской семье. В 1886 году поступил в Каркаралинский интернат, с 1889 по 1896 год учился в гимназии в Омске, затем два года провёл в Томской гимназии. В 1898 году поступил на юридический факультет Санкт-Петербургского университета, окончив его в 1903 году с дипломом 1-й степени; затем слушал лекции по археологии. Жакып Акпаев также был изгнан из своей семьи из-за того, что он женился на девушке не того сословия, к которому он сам и его семья принадлежали. Среди чингизидов того времени была традиция родниться через расчетный брак друг с другом.
По состоянию на август 1905 года работал в суде в Омске, в 1906—1918 годах служил в суде в Семипалатинске. С 1907 года был членом Семипалатинского подотдела Русского географического общества (известно, что в этом году там была издана его работа о брачных обычаях казахов).

### Участие в политической жизни
В начале XX века стал одним из самых влиятельных духовных лидеров казахской интеллигенции. Отстаивал национальные интересы казахского народа, выступая за создание независимого казахского государства. Во время Революции 1905—1907 годов принимал участие в революционных событиях в Омске, Павлодаре и Каркаралинске, в том числе 22 июля 1905 года подписал обращение деятелей казахской интеллигенции к царю и 15-16 ноября того же года выступал с антироссийскими речами в Каркаралинске. За поддержку революции подвергался политическим репрессиям со стороны царского правительства. С 1917 года был казахским представителем в «Шура-и-ислами». Являлся активным членом партии «Алаш». С декабря 1917 года входил в правительство Алаш-Орды. Участвовал в обоих всеказахских съездах 1917 года, состоявшихся после Февральской революции (27 апреля и 7 мая). В 1917 году казахский комитет Каркаралинского уезда открыл в его честь «Медресе Якуба» (Жакыпа) с бесплатным обучением.
В том же 1917 году был подвергнут преследованиям властями Временного правительства, в 1918—1919 годах — правительства Колчака (приговорившего его к смертной казни), а в последние годы жизни — Советской властью, хотя при этом непродолжительное время служил в суде Совнаркома в Семипалатинске и в отделе народного образования Каркаралинского уезда.

### Преследование властями
Впервые был арестован 11 января 1906 года по обвинению в государственной измене. Затем в 1908, 1910 и 1929 годах за свои убеждения сидел в тюрьмах Каркаралинска, Павлодара, Семипалатинска, Омска, Алма-Аты. Несколько раз находился в ссылках (в том числе в Якутии и Семиреченской области). Из последней ссылки в Воронеж, куда был выслан в 1929 году, вернулся в 1934 году тяжело больным и вскоре скончался. Был полностью реабилитирован решением Верховного Суда Казахской ССР 28 февраля 1958 года, однако его родственникам это стало известно лишь в 1990 году.

## Семья
Потомки: Жакып Акбаев имел четырёх дочерей по имени: Аргунья, Найманья, Аспазья, Андромеда.

## Научная деятельность
Наиболее известные работы: «Семейные отношения в Казахстане» («Қазақстандағы семья-неке қатынастары», 1907), «О происхождении казахов» («Қазақтың шығу тегі туралы», 1927), «Несколько слов о происхождении казахов» («Бірер сөз қазақтың түбі қайдан шыққаны туралы»).